# Pau Bolart
Pau Bolart (Reus 1841 (?) - 1909) va ser un quiosquer català.

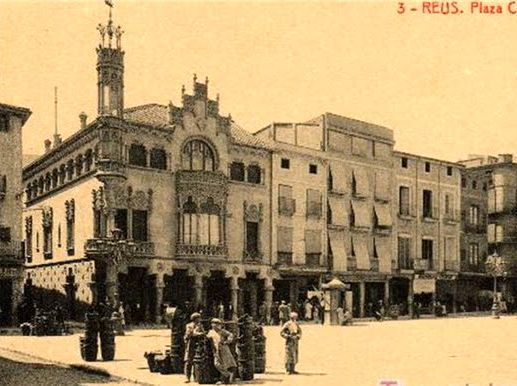
El quiosc a la plaça del Mercadal davant de cal Navàs

El mes de setembre de 1870 es va inaugurar a la plaça del Mercadal de Reus, davant de Cal Cardenyes (que després seria la Casa Navàs), un quiosc per a la venda de premsa periòdica que va comportar una certa expectació a la ciutat, perquè s'anunciava que seria a semblança dels que hi havia instal·lats a la Rambla de Barcelona. El seu promotor, Pau Bolart, vinculat als sectors republicans i federalistes reusencs, va situar en l'espai més cèntric de la ciutat un lloc per a la promoció de la premsa local i forastera, i també un centre de subscripcions, a més de propiciar la venda de llibres, fullets i romanços.
Encara que venia i distribuïa tota mena de premsa, sempre va prioritzar la més crítica amb els poders conservadors de la ciutat. El 1874 era punt de subscripció i el lloc de més venda de El Clamor del Pueblo, de tendència republicana castelarista. Algunes de les capçaleres locals que tenien el seu punt de subscripció al quiosc de Pau Bolart van ser: Las Circunstancias a partir de 1877, La Autonomía el 1880, El Reusense, el 1882, La Defensa, el 1885, La Correspondencia de Reus, el 1886, El Distrito, el 1887, El Federal, el 1889, El Coalicionista, el 1890, Reus: semanario independiente, el 1899, La Reforma, el 1900 i setmanaris satírics locals com ara La Bomba el 1891, Pisto humorístico el 1896, La Palma, el 1899… a més d'una gran quantitat de publicacions d'altres punts de la península, com ara La Avanzada: semanario federal, de Tarragona, La Publicidad: nuevo enfoque federal, de Madrid, i les publicacions federalistes i catalanistes més importants de Barcelona. Al número 1 de la revista satírica reusenca El Látigo. de 1887, hi ha un anunci: "Kiosco de Pablo Bolart plaza de la Constitución. Se admiten suscriciones a los periódicos de Madrid".
Era també el lloc preferit de venda dels llibres dels autors locals, a més d'exposar els títols dels llibres més venuts a Barcelona i a Madrid. Va editar un llibre amb la complicitat de Josep Aladern que s'havia instal·lat a Reus el 1893 i amb el que va fer una forta amistat, titulat Almanac modernista de la literatura catalana 1895: composicions ineditas dels millors escriptors coleccionat per Joseph Aladern amb un peu d'impremta que deia: Impremta de Pau Bolart, tot i que Bolart no en va tenir mai d'impremta, i en realitat s'havia imprès a la "Impremta La Saura" que l'Aladern tenia a Alcover.
Pau Bolart va seguir fent de quiosquer fins al 1909, quan sembla que va morir. El quiosc que va regentar va desaparèixer del seu lloc a la plaça del Mercadal a finals de la dècada dels vuitanta del segle xx, perdent-se així un referent històric de la ciutat.